# モイセス・フローレス
モイセス・フローレス・バルバ（Moisés Flórez Barba、1986年11月17日 - ）は、メキシコの男性プロボクサー。ハリスコ州グアダラハラ出身。元WBA世界スーパーバンタム級暫定王者。

## 来歴
2008年8月29日、ハリスコ州グアダラハラのコリセオ・オリンピコ・デ・ラ・UGでオズワルド・サルガドとデビュー戦を行い、2回KO勝ちを収めデビュー戦を白星で飾った。
2012年11月10日、ハリスコ州グアダラハラのエキスポ・グアダラハラでマリオ・ムニョスとIBF世界スーパーバンタム級ユース王座決定戦を行うが、偶然のバッティングによりムニョスの左目付近がカットし試合続行不可能となり、4回1分12秒無効試合により王座獲得に失敗した。
2014年11月21日、オクラホマ州カトゥーサのハードロック・ホテル・アンド・カジノ・タルサでマリオ・マシアスとFECARBOXスーパーバンタム級王座決定戦を行い、7回1分53秒TKO勝ちを収め王座獲得に成功した。
2015年4月18日、カリフォルニア州カーソンのスタブハブ・センターでWBA世界スーパーバンタム級暫定王者オスカル・エスカンドンと対戦し、12回2-1（2者が116-112、113-115）の判定勝ちを収め王座獲得に成功した。
2015年9月22日、ペンシルベニア州ベスレヘムのサンズ・カジノ・リゾート・ベスレヘムでWBA世界スーパーバンタム級8位のルイス・エマヌエル・クソリートと対戦し、12回57秒TKO勝ちを収め、初防衛に成功した。
2016年6月11日、ウィントフックのラマテックス・ファクトリーで元WBO世界バンタム級王者でIBO世界スーパーバンタム級王者のパウルス・アムブンダと対戦し、12回3-0（115-112、115-110、114-111）の判定勝ちを収めWBA暫定王座の2度目の防衛、IBO王座獲得に成功した。
2017年2月2日、同月25日にテキサス州フリスコのフォード・センターで、ミゲール・コット対ジェームス・カークランド戦の前座でWBA世界スーパーバンタム級スーパー王者のギレルモ・リゴンドウと王座統一戦を行う予定だったが、カークランドの鼻の負傷でメーンイベントが中止になったことに伴いリゴンドウ戦も中止となった。
2017年6月17日、マンダレイ・ベイ・イベント・センターでWBA世界スーパーバンタム級スーパー王者のギレルモ・リゴンドウと王座統一戦を行い、プロ初黒星となる初回終了時KO負けを喫し王座統一に失敗、WBA暫定王座の3度目の防衛、IBO王座の初防衛に失敗した。
2017年6月26日、上述のリゴンドウ対フローレス戦を管轄したNSACは会合を開き、満場一致で試合結果をフローレスの初回終了時KO負けから無効試合に変更すると決定した。試合の映像と音声を検証したNSACはフローレスを敗戦に導いたリゴンドウの左パンチは初回終了を告げるゴングの後に放たれたものであるとの結論に達したが、「パンチは意識的に放ったものではなく、攻防の流れの中で繰り出したもの」というビック・ドラクリッチの証言を重視し、フローレスの反則勝ちにはならなかった。
2018年6月16日、テキサス州フリスコのフォード・センター・アット・ザ・スターにて、WBA世界スーパーバンタム級正規王者のダニエル・ローマンと王座統一戦を行い、王座統一を目指す予定だったが、フローレスが前日計量でスーパーバンタム級の規定体重である122ポンドポンドを1.5ポンド超過の123.5ポンドを計量。2時間の猶予が与えられた再計量でも1ポンド超過の123ポンドまでしか落とせず計量失格となった為、フローレスは暫定王座を剥奪され、ローマンは試合に負けたとしても王座を保持したままとなる条件で試合を行い、フローレスはプロ初黒星となる12回判定負けを喫した。この試合でローマンは5万ドル（約540万円）、フローレスは3万ドル（約320万円）のファイトマネーを稼ぎ、フローレスはファイトマネーから体重超過の罰金をローマンへ支払った。
2019年1月13日、ロサンゼルスのマイクロソフト・シアターにてホセ・ウスカテギVSカレブ・プラントの前座で、ブランドン・フィゲロアとWBA世界スーパーバンタム級挑戦者決定戦を行い、3回TKO負けを喫した。この試合でフィゲロアは1万ドル（約110万円）、フローレスは2万ドル（約220万円）のファイトマネーを稼いだ。

## 戦績
- プロボクシング：28戦25勝(17KO)1敗2無効試合

| 戦           | 日付           | 勝敗 | 時間     | 内容    | 対戦相手                       | 国籍           | 備考                                                                        |
| ------------ | -------------- | ---- | -------- | ------- | ------------------------------ | -------------- | --------------------------------------------------------------------------- |
| 1            | 2008年8月29日  | 勝利 | 2R 1:40  | KO      | オズワルト・サルガド           | メキシコ       | プロデビュー戦                                                              |
| 2            | 2008年10月4日  | 勝利 | 2R       | TKO     | フランシスコ・セルナ           | メキシコ       |                                                                             |
| 3            | 2009年1月24日  | 勝利 | 4R       | 判定3-0 | エドゥアルド・ロメロ           | メキシコ       |                                                                             |
| 4            | 2009年11月28日 | 勝利 | 1R       | TKO     | ロヘリオ・ガルシア             | メキシコ       |                                                                             |
| 5            | 2010年3月12日  | 勝利 | 1R 0：58 | TKO     | シルベストレ・マルケス         | メキシコ       |                                                                             |
| 6            | 2010年4月3日   | 勝利 | 4R判定   | 2-0     | ホルヘ・イバラ                 | メキシコ       |                                                                             |
| 7            | 2010年12月18日 | 勝利 | 4R       | 判定2-0 | ウリセス・カスティージョ       | メキシコ       |                                                                             |
| 8            | 2011年1月4日   | 勝利 | 4R       | 判定3-0 | エリベルト・グティエレス       | メキシコ       |                                                                             |
| 9            | 2011年2月11日  | 勝利 | 2R 2:52  | TKO     | レネ・バスケス                 | メキシコ       |                                                                             |
| 10           | 2011年3月25日  | 勝利 | 3R 1:21  | KO      | アレクサンデル・アコスタ       | メキシコ       |                                                                             |
| 11           | 2011年5月13日  | 勝利 | 2R 2:52  | TKO     | カルロス・ベラスケス           | メキシコ       |                                                                             |
| 12           | 2011年10月7日  | 勝利 | 5R 2:50  | TKO     | カルロス・アントニオ・アヴィラ | メキシコ       |                                                                             |
| 13           | 2011年11月11日 | 勝利 | 3R 1:27  | KO      | マルティン・ロペス             | メキシコ       |                                                                             |
| 14           | 2011年11月26日 | 勝利 | 6R       | 判定2-0 | ホルヘ・ルイス・アルバレス     | メキシコ       |                                                                             |
| 15           | 2011年12月16日 | 勝利 | 1R 1:49  | KO      | イヴァン・ゴメス・モスケラ     | メキシコ       |                                                                             |
| 16           | 2012年4月20日  | 勝利 | 4R 1:47  | TKO     | アルツロ・エミリオ             | メキシコ       |                                                                             |
| 17           | 2012年9月8日   | 勝利 | 3R       | KO      | オスカル・アレナス             | メキシコ       |                                                                             |
| 18           | 2012年11月10日 | -    | 4R 1:12  | NC      | マリオ・ムニョス               | メキシコ       |                                                                             |
| 19           | 2013年2月23日  | 勝利 | 2R 1:07  | KO      | ロドルフォ・エルナンデス       | メキシコ       |                                                                             |
| 20           | 2013年7月23日  | 勝利 | 3R       | TKO     | マルコ・アントニオ・チャブレ   | メキシコ       |                                                                             |
| 21           | 2013年10月18日 | 勝利 | 4R 1:16  | TKO     | ハイール・セクンディーノ       | メキシコ       |                                                                             |
| 22           | 2014年9月26日  | 勝利 | 6R       | 判定3-0 | パブロ・バトレス               | メキシコ       |                                                                             |
| 23           | 2014年11月21日 | 勝利 | 7R 1:53  | TKO     | マリオ・マシアス               | メキシコ       | FECARBOXスーパーバンタム級王座決定戦                                        |
| 24           | 2015年4月18日  | 勝利 | 12R      | 判定2-1 | オスカル・エスカンドン         | コロンビア     | WBA暫定・世界スーパーバンタム級タイトルマッチ                               |
| 25           | 2015年9月22日  | 勝利 | 12R 0:57 | TKO     | ルイス・エマヌエル・クソリート | アルゼンチン   | WBA防衛1                                                                    |
| 26           | 2016年6月11日  | 勝利 | 12R      | 判定3-0 | パウルス・アムブンダ           | ナミビア       | WBA防衛2・IBO王座獲得                                                       |
| 27           | 2017年6月17日  | -    | 1R 3:00  | NC      | ギレルモ・リゴンドウ           | キューバ       | WBA世界スーパーバンタム級王座統一戦 IBO世界スーパーバンタム級タイトルマッチ |
| 28           | 2018年6月16日  | 敗北 | 12R      | 判定0-3 | ダニエル・ローマン             | アメリカ合衆国 | 体重超過により暫定王座を剥奪                                                |
| テンプレート |                |      |          |         |                                |                |                                                                             |

## 獲得タイトル
- FECARBOXスーパーバンタム級王座
- WBA世界スーパーバンタム級暫定王座（防衛2=剥奪）
- IBO世界スーパーバンタム級王座